# 진화 (가수)
진화(본명: 이진화, 1988년 4월 26일 ~ )는 대한민국의 가수이다.

## 학력
- 영남대학교 서양학과 학사

## 음반
- 2016년 오빤내사랑

## 수상
- 2014년 제18회 박달가요제 동상
- 2014년 전국노래자랑 최우수상